# Jabaloyas
Jabaloyas is een gemeente in de Spaanse provincie Teruel in de regio Aragón met een oppervlakte van 61,73 km². Jabaloyas telt 77 inwoners (1 januari 2016).

## Demografische ontwikkeling
Bron: INE, 1857-2011: volkstellingen